# Uspenskoe
Uspenskoe (in russo Успенское?) è un villaggio della Russia, situato nel Territorio di Krasnodar. È il centro amministrativo del distretto Uspenskij.
La località si trova sulla riva sinistra del fiume Kuban', 198 km a est di Krasnodar e 24 km a sud-est di Armavir.